# Top Hunter: Roddy & Cathy
Top Hunter: Roddy & Cathy es un videojuego de plataformas de desplazamiento lateral desarrollado por SNK para su sistema Arcade Neo Geo, que fue lanzado en el año 1994. posteriormente salió para Neo Geo CD, y mucho después para la consola virtual de Wii. El juego ha sido reeditado más tarde en la compilación SNK Arcade Classics Vol. 1, que salió a la venta el 1 de mayo de 2008.
Este título pertenece al grupo de los juegos de Neo Geo bautizados como "The 100 Megashock", debido al tamaño de Megabits que tiene este cartucho (110 megabits), Esto es más del doble del más grande cartucho de la SNES y sobre el triple de los cartuchos de la Sega Genesis, claro que al pasar los años aparecieron cartuchos con muchísima más capacidad. A este juego se le podría llamar una especie de precursor del primer Metal Slug, debido al uso de los vehículos robóticos, los cuales son muy similares a los Slugs.

## Jugabilidad
Top Hunter guarda un sistema de juego muy similar al de anteriores producciones que han salido para Neo-Geo, como Spinmaster. Por supuesto que añade potentes innovaciones, como la incorporación de dos planos de juego, o la inclusión de poderosos enemigos.
El juego está dividido en cuatro planetas, pudiendo ser seleccionables en el orden que el jugador lo desee: Bosque, Hielo, Viento, y Fuego. Dependiendo de qué etapa se elige primero, el diseño de la etapa cambiará. Por ejemplo, si el jugador elige el mundo de Hielo antes del mundo de Bosque, el diseño de principio del mundo de Bosque será diferente. Después de completar los 4 mundos, el jugador se enfrentará a la etapa final, donde tienen que luchar nuevamente con los cuatro jefes anteriores y batallar al antagonista del juego, el Capitán Klapton.

## Historia
Los mejores cazadores de recompensas de la galaxia, Roddy y Cathy, son enviados a detener una colonia de Piratas Galácticos llamados "Los Klaptons", quiénes acechan y saquean el cosmos. Cuatro altos miembros de Los Klaptons han tomado control de los cuatro planetas elementales. Debido a esto, se ha ofrecido una gran recompensa por las capturas de estos villanos: Sly, Misty, Mr. Bigman and Dr. Burn.. Los Top Hunter batallan con las fuerzas de los Klaptons y destruyen a los jefes, pero todos ellos se escapan. En la Última Caza, Roddy y Cathy tendrá que luchar en la nave del Capitán Klapton, derrotar a los cuatro jefes nuevamente y liquidar al capitán de una vez por todas.

## Recepción
Por lo general recibió críticas favorables. Famicom Tsūshin puntuó la versión Neo-Geo con un 24 de 40. Los cuatro editores de la revista Electronic Gaming Monthly le dieron un 7 de una media de 10. Dos de los reviewers criticaron que "la dificultad, incluso en el modo más difícil sigue siendo demasiado fácil", dejando jugadores a brisa a través del juego muy deprisa, y así haciéndolo un valor pobre dado el precio alto de Neo Geo cartuchos. Aun así, todo cuanto sentía que el juego era muy enjoyable para su longitud breve debido a sus técnicas numerosas, gráfico excepcional, jefes extraños, música orquestal, y capacidad de mover entre el foreground y fondo . La revista Superjuegos, en su edición n° 31 puntuó el juego con una nota de 91 de un máximo de 100, destacando el trabajo gráfico especialmente con los jefes de nivel y los dos planos que tiene el juego.